# Dyplom Polska
Dyplom Polska – dyplom wydawany przez Polski Związek Krótkofalowców i nadawany krótkofalowcom, którzy przeprowadzili kompletną łączność (dwustronna wymiana) z innymi radiostacjami położonymi w każdym z polskich województw.

## Warunki uzyskania dyplomu
- Zalicza się łączności/nasłuchy przeprowadzone od 1 stycznia 1999 r.

### Dla stacji polskich
- Na KF należy przeprowadzić po 5 łączności/nasłuchów z każdym województwem w Polsce.
- Na UKF należy przeprowadzić po 5 łączności/nasłuchów z czterema dowolnymi województwami.

### Dla stacji europejskich
- po dwie łączności/nasłuchy z każdym województwem.

### Dla stacji spoza Europy
- po jednej łączności/nasłuchu z każdym województwem.

Stacje zagraniczne dyplom POLSKA mogą zdobyć w czasie trwania jednej edycji zawodów SP DX Contest, na podstawie logu za zawody tj. bez posiadania kart QSL.

## Wykaz województw
| Numer okręgu | Województwo                   | Oznaczenie literowe |
| ------------ | ----------------------------- | ------------------- |
| SP1          | Zachodniopomorskie            | Z                   |
| SP2          | Pomorskie Kujawsko-Pomorskie  | F P                 |
| SP3          | Lubuskie Wielkopolskie        | B W                 |
| SP4          | Warmińsko-Mazurskie Podlaskie | J O                 |
| SP5          | Mazowieckie                   | R                   |
| SP6          | Opolskie Dolnośląskie         | U D                 |
| SP7          | Łódzkie Świętokrzyskie        | C S                 |
| SP8          | Lubelskie Podkarpackie        | L K                 |
| SP9          | Małopolskie Śląskie           | M G                 |